# Kai Harada
Kai Harada (10 de marzo de 1999) es un deportista japonés que compite en escalada. Ganó una medalla de oro en el Campeonato Mundial de Escalada de 2018, en la prueba de bloques.

## Palmarés internacional
| Campeonato Mundial | Campeonato Mundial  | Campeonato Mundial | Campeonato Mundial |
| Año                | Lugar               | Medalla            | Prueba             |
| ------------------ | ------------------- | ------------------ | ------------------ |
| 2018               | Innsbruck (Austria) | Medalla de oro     | Bloques            |